# جاي برينت بيل
جاي برينت بيل (بالإنجليزية: J. Brent Bill)‏ هو كاتب أمريكي، ولد في 1951.